# Rhagodes anthracinus
Rhagodes anthracinus är en spindeldjursart som beskrevs av Pocock 1900. Rhagodes anthracinus ingår i släktet Rhagodes och familjen Rhagodidae. Inga underarter finns listade i Catalogue of Life.